# トマーシュ・ジェプカ
- トーマス・レプカ

トマーシュ・ジェプカ（Tomáš Řepka, 1974年1月2日 -）は、チェコの元サッカー選手。現役時代のポジションはDF。

## 経歴
ジェプカは1990年にFCバニーク・オストラヴァで選手キャリアをスタート。1995年にACスパルタ・プラハへ移籍。1996年10月31日にUEFAカップウィナーズカップでACFフィオレンティーナと対戦し、ガブリエル・バティストゥータを良く抑えて注目された。1999年にそのフィオレンティーナに移籍し、3シーズンをレギュラーとしてプレーしたが、クラブの財政難によりチームを離れることとなった。
2001年に9月に、￡5,500,000のクラブ記録となる移籍金でイングランド・プレミアリーグのウェストハム・ユナイテッドFCへ入団した。ウェストハムでのデビュー戦、9月15日のミドルズブラFCにおいて、80分に2枚のイエローカードを掲示され退場処分。デビュー3試合目のブラックバーン・ローヴァーズFC戦でも退場処分を受けるなど、ファンたちからクラブ史上最低の補強ではなかったかという疑念を持たれた。移籍最初のシーズンに通算10回の警告を受けた。しかしその後、ウェストハムは2002-03シーズンにフットボールリーグへ降格をするが、クラブに留まり2005年の再昇格に貢献した。2006年1月、ウエストハムでの最後の試合では、ファンたちからスーパーレプカのコールと共に、スタンディングオベーションで送り出され、チーム史上最高のDFの一人という評価をも受けた。
古巣のスパルタ・プラハへ復帰した。2011年より、SKディナモ・チェスケー・ブジェヨヴィツェでプレー。
チェコスロバキア代表として、1993年6月のフェロー諸島戦の1試合に出場。1994年以降はチェコ代表として、国際Aマッチ45試合に出場し1得点を記録した。1996年の欧州選手権は累積警告による2試合の出場停止処分を受けたため、出場を逃したが、2000年の欧州選手権では代表に選出された。